# ヨーゼフ・プリラー
ヨーゼフ・"ピップス"・プリラー（Josef "Pips" Priller、1915年7月27日 - 1961年 5月20日）は、第二次世界大戦時のドイツ空軍のエース・パイロットである。プリラーはFw 190A-8に搭乗して僚機のハインツ・ヴォダルチック（Heinz Wodarczyk）と共に1944年6月6日（ノルマンディー上陸作戦初日）のノルマンディー海岸に1航過の低空攻撃をかけたことが広く認識されているために有名である。この行動は書籍によって世間の耳目を集め、後に映画『史上最大の作戦』の中でも描かれた。プリラーとその僚機が1944年6月6日に海岸堡に攻撃を加えた唯一のドイツ空軍の戦力であった。（史上最大の作戦　　ハヤカワ文庫より）

## 初期の経歴
ヨーゼフ・プリラーはインゴルシュタットで生まれ、1930年代半ばにドイツ空軍に入隊した。

## 第二次世界大戦
第二次世界大戦が勃発したときプリラーは戦前の戦闘機部隊である第71戦闘航空団／第I飛行隊（第51戦闘航空団／第II飛行隊に改称）に配属され、間もなく第51戦闘航空団／第6飛行中隊の中隊長になった。プリラーの最初の戦果は1940年5月のダンケルク上空での英空軍の戦闘機であった。プリラーはフランス侵攻の期間中に6機を撃墜し、8月の終わりまでに総撃墜数は15機になった。10月に20機目を撃墜したことにより騎士鉄十字勲章を授与され、1940年11月に第26戦闘航空団（JG 26）／第1中隊の中隊長に転出した。
1941年6月16日から7月11日の期間にプリラーは19機の英空軍機を撃墜し、1941年10月には41機撃墜の功により騎士鉄十字勲章に柏葉を追加授与された。大尉となり撃墜数が58機のプリラーは1942年12月にJG 26／第III大隊の飛行隊長になった。身長163cmのずんぐりした体型で陽気な性格のプリラーは部下からの人気がある指揮官であった。上級将校に対し口答えするという評判にもかかわらずプリラーは1941年の夏から1943年にかけて英空軍戦闘機軍団の戦闘機による進出に対し最大限の打撃を与えるために北西ヨーロッパ地域で限られたJG 26の戦力を巧みに運用した。1942年5月にプリラーは70機目を撃墜し、1942年の終わりまでに更に11機を戦果に加えた。
1943年1月にプリラーはJG 26の戦闘航空団司令になった。増加する米軍爆撃機の攻撃はヨーロッパ西部のドイツ戦闘機部隊へ圧力をかけ始め、1943年中にJG 26の損失は危機的に上昇していった。ノルマンディー上陸の前夜、プリラーと彼の僚機のハインツ・ヴォダルチックは酒を飲み二日酔いのまま海岸堡に攻撃を加えた。プリラー中佐は1944年7月に100機目（アメリカ陸軍航空軍：USAAFのコンソリデーテッド B-24）を撃墜し、1945年の元日にJG 26を率いて連合国軍の航空基地への不運な大攻勢となったボーデンプラッテ作戦に参加した。（この作戦で長年プリラーの僚機を勤めたハインツ・ヴォダルチックは戦死した）1月のその後プリラーは昼間戦闘機総監（東部）の参謀に任命された。
プリラーは101機の撃墜に1,307回の作戦行動に出撃した。撃墜数の全てが西部戦線で記録されたもので、11機のUSAAFの重爆撃機、68機のスピットファイア（この機種の撃墜総数ではドイツ空軍で最高）、11機のハリケーン、5機の中型爆撃機、USAAFの戦闘機が5機含まれている。

## 戦後
戦後、醸造マイスターとなったプリラーは、妻の実家であるリーゲレ醸造所（Brauhaus Riegele）の総支配人となった。プリラーは映画『史上最大の作戦』の製作に協力したアドバイザーの中の1人であり、映画ではハインツ・ラインケがプリラー役を演じた。
ヨーゼフ・プリラーは1961年にオーバーバイエルンのベービンクで心臓発作のため急死した。

## 受章歴
- 戦傷章黒章[1]
- 空軍前線飛行章金章・戦闘機パイロット（"300"回出撃記念ペナント付）[1]
- パイロット兼観測員章[1]
- 鉄十字章
  - 2級
  - 1級
- ドイツ十字章金章（1941年12月9日）
- 柏葉・剣付騎士鉄十字章
  - 騎士鉄十字章（1940年10月19日）：第51戦闘航空団／第6飛行中隊の中隊長の中尉として[2]
  - 柏葉 第28号（1941年7月20日）：第26戦闘航空団 "シュラゲーター"（"Schlageter"）／第1飛行中隊の中隊長の中尉として[2]
  - 剣 第73号（1944年7月2日）：第26戦闘航空団 "シュラゲーター"（"Schlageter"）の戦闘航空団司令として[2]
- 国防軍軍報（Wehrmachtbericht）に採り上げられること2回